# Regula Keller (Nonne)
Regula Keller (* 1497; † 21. Februar 1573 auf dem Nollenberg, Schönholzerswilen) war Buchmeisterin im Dominikanerinnenkloster St. Katharina in St. Gallen und Priorin des Klosters St. Katharina auf dem Nollenberg.

## Leben
Regula Keller wurde 1497 als Tochter der Anna Studler und des Hans Keller geboren. Ihr Bürgerort war Zürich. Sie hatte vier Schwestern. Ihr Vater war Ratsherr und Säckelmeister, und die Familie gehörte zu den angesehensten Geschlechtern der Stadt.
Regula trat mit einer Aussteuer von 400 Rheinischen Gulden am 10. Mai 1514 ins Dominikanerinnenkloster St. Katharina ein. Bereits in jungen Jahren übernahm sie dort die Aufgabe als Buchmeisterin, wodurch sie für den Bestand der Bibliothek verantwortlich wurde.
Insbesondere während der Glaubensspaltung war dies von Bedeutung, da Regula einen Teil des Bestands in umliegende Schwesternhäuser in St. Georgen, in Appenzell und in Grimmenstein, die nicht von der Reformation betroffen waren, unterbringen liess.
Als schreibende Nonne ist Regula ab 1520 bis 1561 belegt.
In den Auseinandersetzungen der Reformation widersetzte sich Regula mit der Schaffnerin Elisabeth Schaigenwiler und einer Laienschwester dem Willen der reformierten Stadt und des Rats, das Kloster aufzuheben. Der verordnete Hausarrest und auch Druck der neureformierten Verwandtschaft zwangen Regula und ihre Mitschwestern, aufzugeben und der Auflösung des Klosters zuzustimmen. Nach diversen Auseinandersetzungen und einer Inhaftierung konnte sie durch Vermittlung des St. Galler Abts Diethelm Blarer von Wartensee ab 1561 ihren Konvent auf dem Nollenberg wiederbeleben und somit retten.
Bis zu ihrem Tod am 21. Februar 1573 wirkte sie als Priorin des Konvents.